# Separation (Kirche)
Die Abspaltung der Hannoverschen evangelisch-lutherischen Freikirche von der Evangelisch-lutherischen Landeskirche Hannovers wird als Separation bezeichnet.
Anlass für diese Trennung war das im Kulturkampf erlassene Gesetz über die Eheschließung, das die Zivilehe obligatorisch machte. Es trat am 1. Januar 1876 in Kraft.
Auf der Landessynode der Evangelisch-lutherischen Landeskirche Hannovers wurde 1876 beschlossen, dass eine kirchliche Trauung ausschließlich nach der standesamtlichen Eheschließung erfolgen kann. Pastor Theodor Harms von der Hermannsburger Mission war der schärfste Kritiker dieses Beschlusses. Er weigerte sich, das neue Trauformular von 1877 zu verwenden, das die Rechtsgültigkeit der bürgerlichen Eheschließung anerkannte. Daraufhin wurde er im Jahr 1878 zusammen mit einer Reihe weiterer Pastoren von der Hannoverschen Kirchenbehörde suspendiert. Das führte dazu, dass auch zahlreiche Gemeindeglieder aus der Hannoverschen Landeskirche austraten. Sie gründeten am 30. April 1878 auf der Synode zu Hermannsburg unter dem Vorsitz von Theodor Harms die Hannoversche evangelisch-lutherische Freikirche.